# Аль-Муззаммиль
Аль-Муззаммиль (араб. المزمل — Закутавшийся) — семьдесят третья сура Корана. Сура мекканская. Ниспослана между сурами Аль-Калям  и Аль-Муддассир. Состоит из 20 аятов.

## Содержание
В начале этой суры Аллах приказал своему посланнику вставать и проводить большую часть ночи, совершая молитву и отчётливо читая Коран вслух. В суре приказано совершать молитву, платить закят, раздавать подаяние и просить у Господа прощения. В этой суре Аллах также приказал посланнику терпеть то, что говорят неверные, отрицая ислам, и предоставить их Аллаху.

 О закутавшийся! ۝ Простаивай ночь без малого, ۝ половину ночи или чуть меньше того, ۝ или чуть больше того, и читай Коран размеренным чтением. ۝ Мы непременно ниспошлём тебе весомые слова. ۝ Воистину, молитвы после пробуждения среди ночи тяжелее и яснее по изложению. ۝ Воистину, днём ты бываешь подолгу занят. ۝ Поминай же имя Господа твоего и посвяти себя Ему полностью. ۝ Господь востока и запада - нет божества, кроме Него. Сделай же Его своим Попечителем и Хранителем. ۝ Терпимо относись к их словам и сторонись их красиво. ۝ Оставь Меня с обвиняющими во лжи, которые пользуются мирскими благами, и предоставь им небольшую отсрочку. ۝ Воистину, есть у Нас оковы и Ад, ۝ еда, которой давятся и мучительные страдания. ۝ В тот день земля и горы сотрясутся, и горы превратятся в холмы сыпучего песка. ۝ Мы отправили к вам Посланника свидетелем против вас, подобно тому, как отправили посланника к Фараону. ۝ Фараон ослушался посланника, и Мы схватили его Хваткой суровой. ۝ Как же вы спасетесь, если не уверуете, в тот день, который заставит поседеть младенцев? ۝ Небо тогда будет расколото, и обещание Его непременно исполнится. ۝ Воистину, это - Назидание, и всякий, кто пожелает, встанет на путь к своему Господу. ۝ Воистину, твой Господь знает, что ты и часть тех, кто с тобой, простаиваете менее двух третей ночи, или половину ее, или треть ее. Аллах определяет меру дня и ночи. Он знает, что вам не сосчитать этого, и принимает ваши покаяния. Читайте же из Корана то, что необременительно для вас. Он знает, что среди вас будут больные, что одни странствуют по земле в поисках милости Аллаха, а другие сражаются на пути Аллаха. Читайте же из него то, что необременительно для вас, совершайте намаз, раздавайте закят и одолжайте Аллаху прекрасный заем. Какое бы добро вы ни приготовили для себя заранее, вы найдете его у Аллаха в виде лучшего и большего вознаграждения. Просите же у Аллаха прощения, ведь Аллах - Прощающий, Милосердный.

—  73:1—20 (Кулиев)